# Poção do amor

"A Poção do Amor", pintura de Evelyn De Morgan retratando uma feiticeira a confeccionar o elixir do amor.

Poção do amor ou filtro  é uma forma mítica de beberagem, feita por feiticeiros, que seria capaz de provocar em alguém os sentimentos amorosos em relação a outrem. É uma forma de feitiço de amor, capaz de provocar o gostar em alguém do sexo oposto.
Para a bruxaria e o herbalismo, trata-se de afrodisíaco que teria o poder de fazer uma pessoa se apaixonar por outra, geralmente aquela que vir primeiro.
Uma antiga definição de filtro diz: "Os demonógrafos falam de certos filtros supersticiosos, para cuja composição invocavam os antigos o socorro das divindades infernais. Faziam entrar em sua composição várias ervas e outros materiais, como o pescado chamado rêmora, alguns ossos de rã, o hipômanes, etc. Del-rio disse que outros se valiam ou faziam entrar nestas bebidas recortes de unhas humanas, certos répteis, pós de metais, intestinos de determinados animais e outras coisas semelhantes, havendo chegado a vilania e profanação de alguns em misturá-las com objetos sacros, como água benta, relíquias de santos, etc."
Além do hipômanes e da rêmora, partes dos corpos (especialmente a língua) de certas aves ou do lince, ervas e insetos variados,  lagartos, cérebro de bezerro, sangue de pombo e outros ingredientes geralmente desagradáveis serviam ao seu preparo.

## Histórico
| “                           | O elixir do amor Vocês beberão juntos o filtro do amor e, a partir do momento em que o tiverem bebido, vocês se amarão com todas as forças e com toda a sua alma, de um amor irresistível e perfeito. Durante três anos, vocês não terão nem mesmo o poder de se separar mais do que um dia sem sofrer e mais do que uma semana sem correr o risco de morrer. | ” |
| — Goethe, Tristão e Isolda. | |   |

Há cinco mil anos, na China o ginseng já era usado no preparo de bebidas afrodisíacas, sendo este vegetal chamado de "elixir da vida".
Na Grécia são vários os mitos que aludem ao uso de filtros amorosos; a própria Hécate, deusa dos mortos (diferente de Perséfone, ela preside os fantasmas e malefícios) é a divindade todo-poderosa que as bruxas invocam; tem seu poder manifesto em especial durante a noite, sob o luar - sendo por isso também a deusa da Lua, ligada aos ritos de fertilidade, reúne os três níveis da vida (celestial, terreno e infernal, donde ser cultuada nas encruzilhadas) - e só pode ser esconjurada por encantamentos, sortilégios de morte e poções do amor. Na Grécia Antiga particularmente as mulheres tessalonicenses tinham grande experiência no seu uso.
Segundo conta a Odisseia, o feio Glauco apaixonara-se perdidamente por Cila mas esta não o correspondia; ele, então, pede à bruxa Circe que lhe fizesse uma poção do amor - o que não acontece, pois a feiticeira estava apaixonada por ele e, para se vingar da rival, a transforma num monstro.
Também Medeia desse artifício se serve - foi graças a uma poção que fizera adormecer a Jasão e, assim, roubara-lhe o velo de ouro; quando comete seu horrível crime de assassinar Creonte, Creusa e seus próprios filhos - pois tinha por segurança o exílio oferecido pelo rei de Atenas, que em troca pedia que lhe ministrasse filtros capazes de dar-lhe descendência.

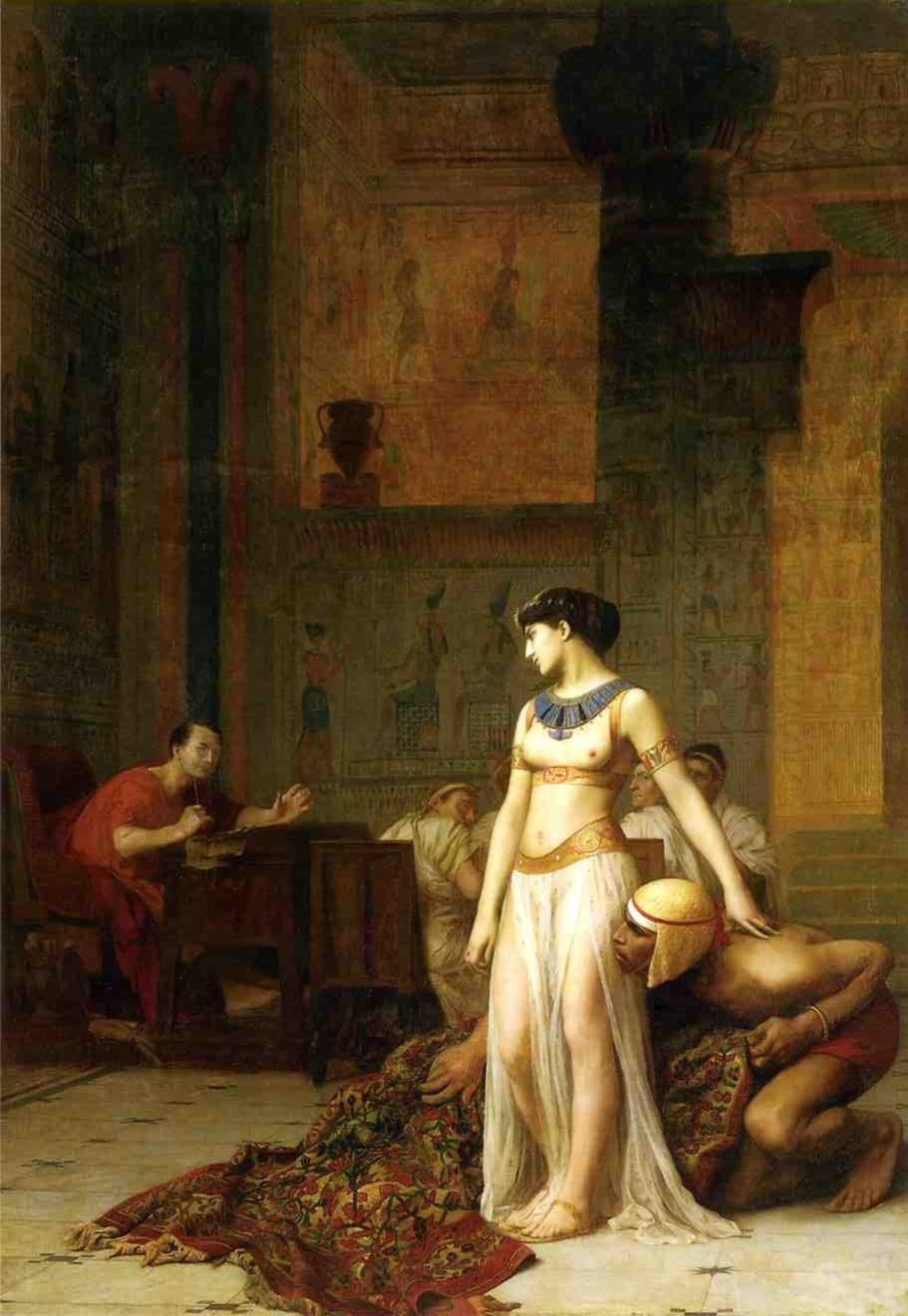
Cleopatra usara uma poção para conquistar César.
Jean-Léon Gérôme

Cleopatra teria se servido de uma poção para seduzir César; esta teria sido preparada com uma planta do gênero Datura na família Solanaceae (do qual faz parte o estramônio) - plantas cujo poder Homero já havia relatado.
A existência de um elixir capaz de infundir no objeto dos desejos o sentimento amoroso é relatada por Horácio, poeta romano do primeiro século, num dos seus Epodos (Epodo V), onde se elabora a poção do amor a partir do fígado de uma criança que as bruxas fizeram morrer lentamente.
Na Irlanda primitiva os feitiços incluíam o fígado seco de um gato preto - o que tornaria infalível a poção do amor. Para isto, deveria ser misturado a um chá, e derramado a partir de um bule preto; o feitiço era usado com muito sucesso, mas deveria ser renovado constantemente ou todo o amor poderia se transformar em ódio.
Na Roma Antiga, durante os primeiros imperadores, o uso desses meios mágicos ganhou maiores proporções como fruto da corrupção moral desenfreada, e uma consulta do Senado foi emitida orientando que tal prática deveria ser levada a sério, e punida.
Ressurge com o mito medieval de Tristão e Isolda, onde o casal que dá nome à história se apaixona após beberem da poção por engano, engendrando-se ali um caso de adultério: nas primitivas versões da história o elixir teria efeito temporário, ao passo que nas versões da literatura cortês seu efeito seria duradouro, perene.
A versão cavalheiresca do mito dá a conotação do conteúdo trágico que envolve o amor-paixão, servindo portanto de propaganda contra esse "mal", que contradiz a propaganda da obediência estrita às leis e códigos morais. Já Denis de Rougemont entende que o elixir funciona como um álibi para os arroubos amorosos a que Tristão e Isolda se entregam, como a justificarem algo que lhes eximisse da culpa - culpa que deixaria de existir uma vez que não poderiam agir de outra forma: o filtro, na história, assim se revela indispensável, sem o qual não haveria o romance, não haveria Tristão que, mesmo tomando-o sem saber do que se tratava, declara ao final, na obra de Richard Wagner: "Esse terrível filtro que me condena ao suplício, fui eu, eu mesmo quem o preparou... E o bebi em grandes goles de delícia!..."
No século VII, conta Éliphas Lévi, Carlos Magno expedira uma lei que proibia a prática do preparo da poção amorosa: "...serão punidos os feiticeiros, os adivinhos, os encantadores, aqueles que evocam o diabo, e os envenenadores que preparam alegados filtros amorosos."
Nos anos de 1679-1683 em França oitenta e sete pessoas foram condenadas à morte por conta de suas atividades na elaboração de venenos e feitiços - dentre as quais foi executada Catherine Voisin, famosa envenenadora que elaborava venenos e poções do amor usando Datura.

## Ervas e frutas usadas

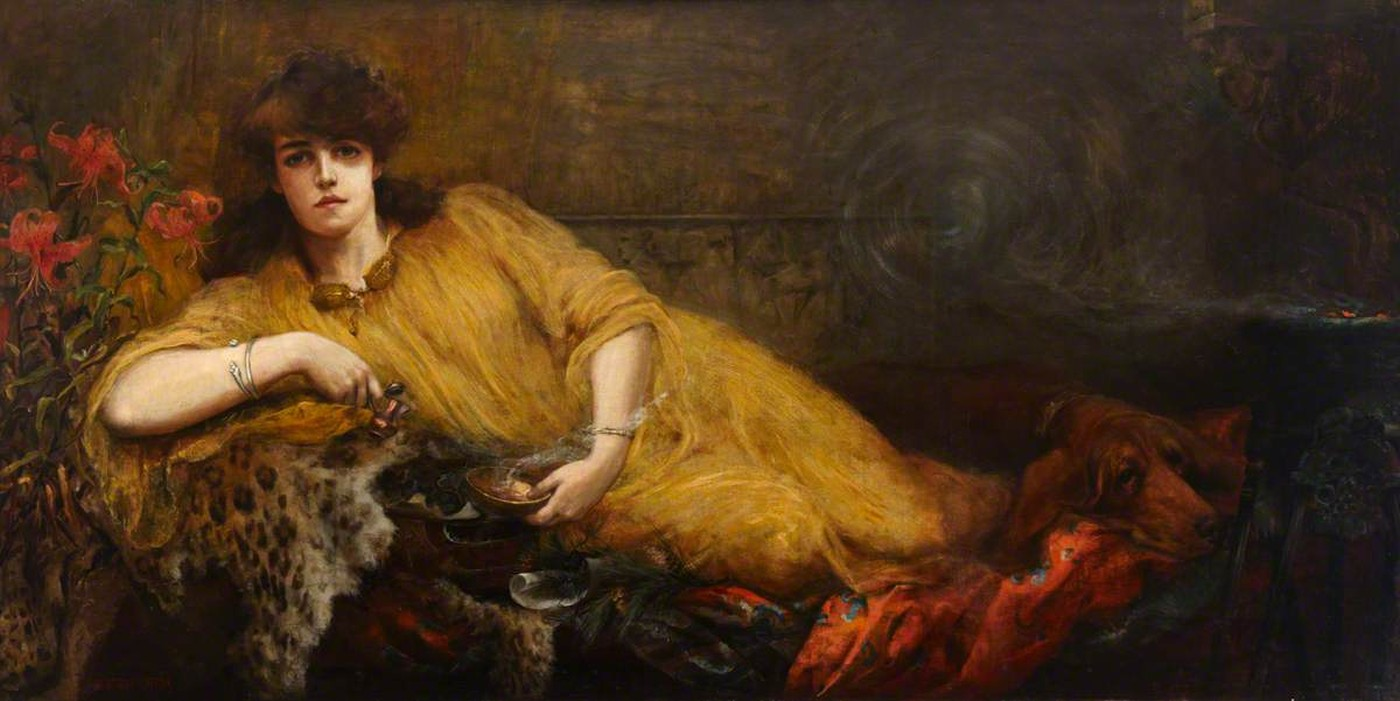
Mulher com a poção do amor, por Beatrice Offor.

O meimendro (Hyoscyamus niger, também chamado de belenho) é uma das solanáceas bastante usadas historicamente no preparo de poções do amor. As solanáceas possuem como substâncias ativas alcaloides, atropina e escopolamina. Por vezes chamada de "maçã do amor", a mandrágora (Mandragora officinarum) era outra planta das solanáceas que tinha seu uso por parte das feiticeiras com fins amorosos em suas beberagens, junto à beladona (Atropa belladonna).
Da mesma forma plantas do gênero Datura, a Hyoscyamus niger e muitas outras com princípios psicoativos foram largamente usadas, na história, para o preparo de poções amorosas.
Leonard R. N. Ashley, em seu "The Wonderful World of Superstition, Prophecy and Luck" escreve que a cenoura e a verbena são ervas que podem ser usadas em poções de amor, e diz que comer pepinos já foi "considerado um auxílio para a conquista amorosa."
A maçã é uma fruta cujo uso em preparo de filtros é considerado universal; a própria fruta é um símbolo da tentação, e bastante usada como ingrediente em várias poções mágicas.

## Preparo

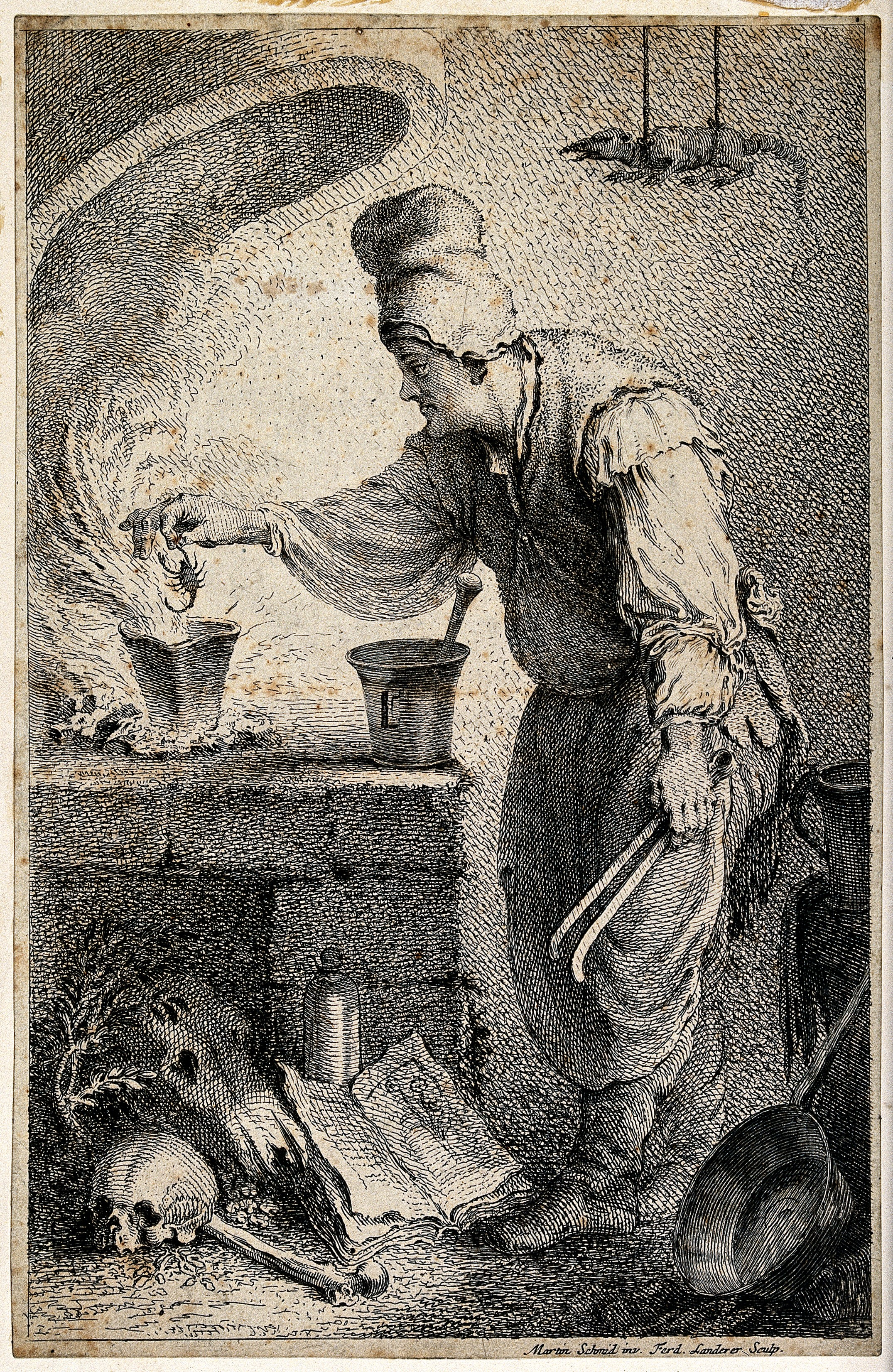
Feiticeira fazendo uma poção.

Os ingredientes via de regra envolvem alimentos cujas formas se assemelham aos órgãos sexuais humanos, como o aspargo, ostra ou a banana; também certas ervas, como a hortelã, mandrágora e verbena podem ser usadas. Para que produza efeitos é necessário recitar um encantamento.
Uma tradicional fórmula egípcia da poção, segundo a herbalista Jeanne Rose, tem por ingredientes água, raiz de alcaçuz e grãos de gergelim moídos, sementes de erva-doce e mel; depois de fervidos por cinco minutos, ficam em infusão até atingirem a temperatura ambiente quando, finalmente, é coado e a pessoa deve ingeri-la duas vezes por dia, após proferir uma poderosa fórmula mágica de amor e paixão, tendo entre os dedos uma mecha de cabelos da pessoa amada.

### No Brasil
No Nordeste, registra Câmara Cascudo citando Pereira da Costa, é comum usar-se o fígado de uma ave conhecida como anum (ou o bico, noutras variantes), torrado e moído, e aplicado numa bebida qualquer devendo a pessoa, ao pisar, recitar a seguinte fórmula: "Eu te piso, eu te repiso / E te reduzo a granizo / No pilão de Salomão / Que sete estrelas o prendam / Lhe dê força de luar / Para que possa abrandar / O seu duro coração / Quem isto beber / Quem isto chupar / Há de amar / Até morrer"; já na região amazônica o pó deve ser colocado, em pitada, na saliva de quem se deseja atrair.

## Antídotos
Também existiam remédios mágicos capazes de provocar o efeito oposto, isto é, suprimir a paixão amorosa, ou ser especialmente eficaz para neutralizar o amor que fora despertado pela magia; usava-se, então, plantas como a Vitex agnus-castus, a Nymphaea alba, etc.

## Nas artes

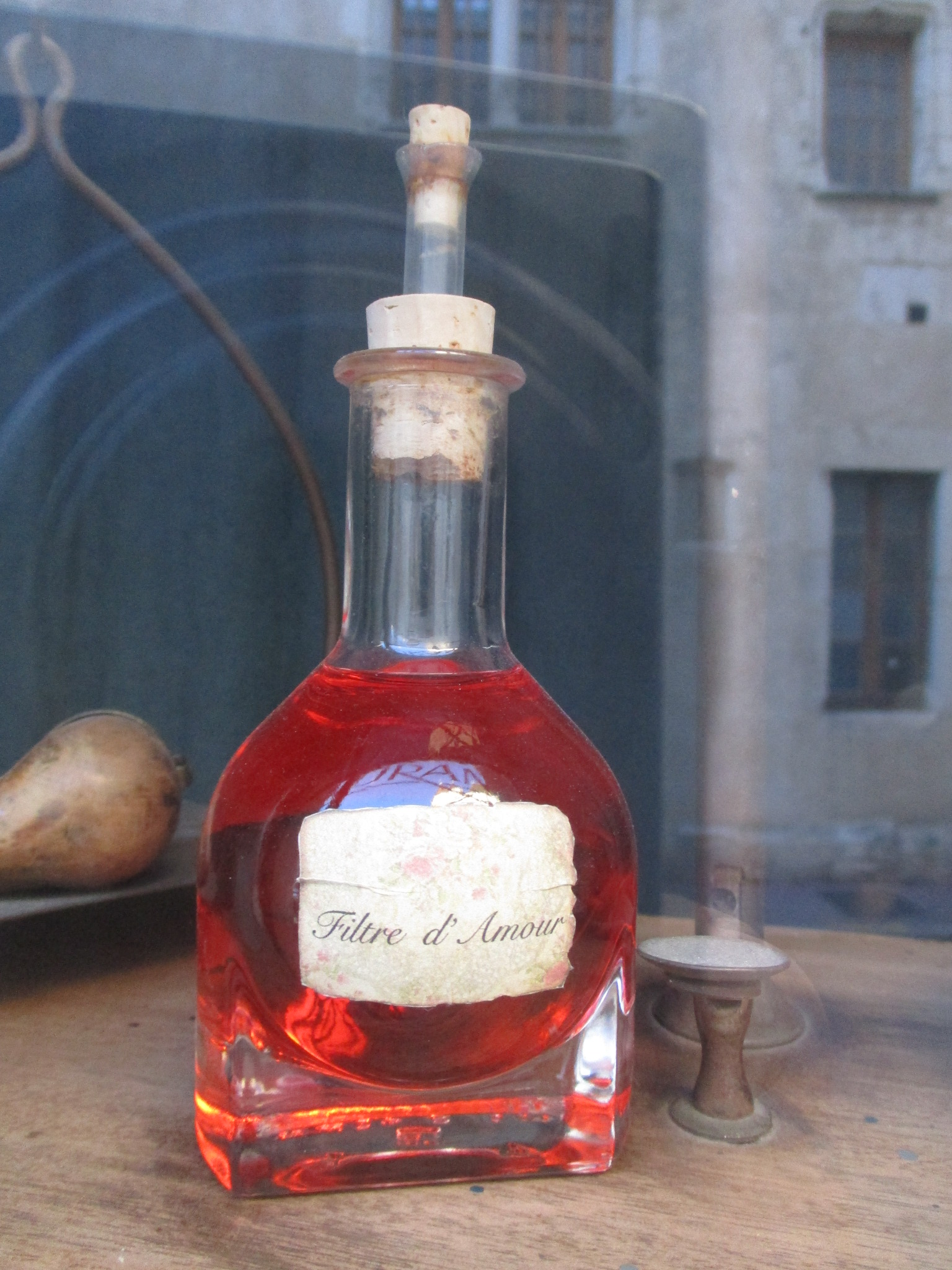
Frasco contendo um filtro.

A ópera L'elisir d'amore, de Donizetti, também traz a poção como plano principal do enredo, que dá título à obra.
Na versão de Goethe do mito de Fausto, Mefistófoles dá ao personagem-título de beber, na cozinha de uma feiticeira, a poção do amor.
Rezam os versos do poeta romântico brasileiro, Plínio de Lima (1845-1873), em "A Rainha das Feiticeiras" (em domínio público):
"Ai, feiticeira, nos teus olhos fúlgidos

Quantos feitiços não entorna amor!

A quem roubaste esse condão fatídico?

À luz? À música? À borboleta? À flor?

(...)

Das feiticeiras és rainha mágica

Que em doces filtros nos influis amor;

Eu sei: roubaste esse condão fatídico

À luz, à música, à borboleta, à flor."
De 1903 é o quadro The Love Potion da artista britânica Evelyn De Morgan, que retrata uma feiticeira a preparar uma poção do amor, tendo aos seus pés um gato preto familiar; na pintura vê-se uma mulher estudiosa cercada de livros de magia negra e autores como Paracelso, Jâmblico e Agrippa, embora seja identificada como uma bruxa dos contos de fada; a obra se insere no contexto das ideias teosóficas.

## Atualidade
De 1959 é a canção Love Potion No. 9 (Poção do Amor nº 9, em livre tradução), dos compositores Jerry Leiber e Mike Stoller, originalmente gravada por The Clovers e com diversas regravações e relançamentos ao longo do tempo A canção inspirou o filme Love Potion No. 9, de 1992, onde a bióloga Diane Farrell (vivida por Sandra Bullock) representa o estereótipo da mulher cientista que só possui atrativos quando se socorre do recurso de uma poção do amor.
Em 2005 a escritora inglesa J. K. Rowling, na obra sobre o bruxo Harry Potter, relata a existência de uma poção do amor, chamada Amortentia que, havendo segundo ela limitações aos poderes da magia e um deles é, exatamente, a de não produzir o amor verdadeiro, provoca contudo uma certa obsessão na pessoa.
No desfile das escolas de samba do Rio de Janeiro, de 2011, a Grande Rio exibiu como carro alegórico "abre-alas" um grande caldeirão a preparar a poção do amor, no festejo que homenageava o escritor Franklin Cascaes.